# Stapelia

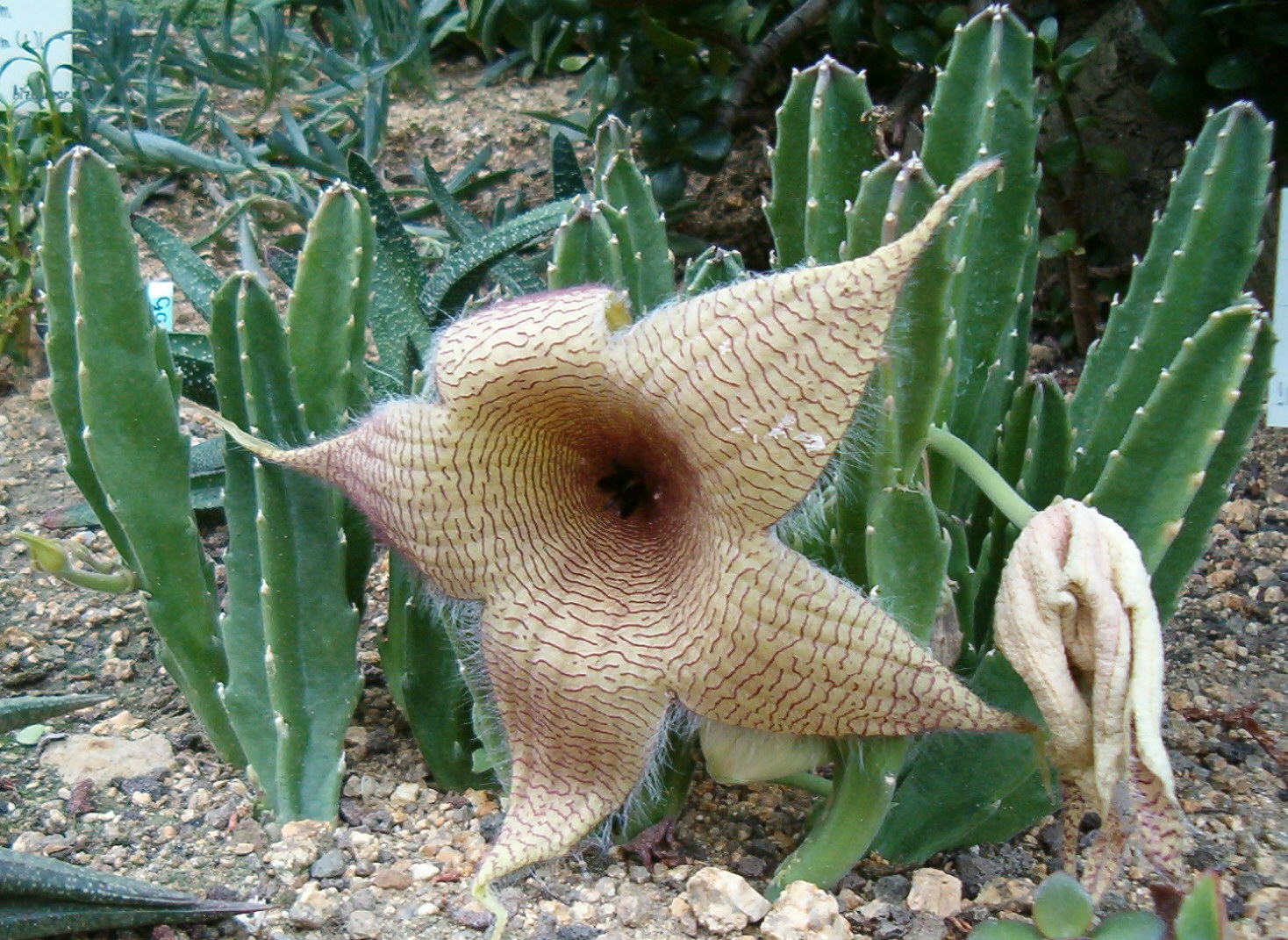
Kwiat stapelii olbrzymiej

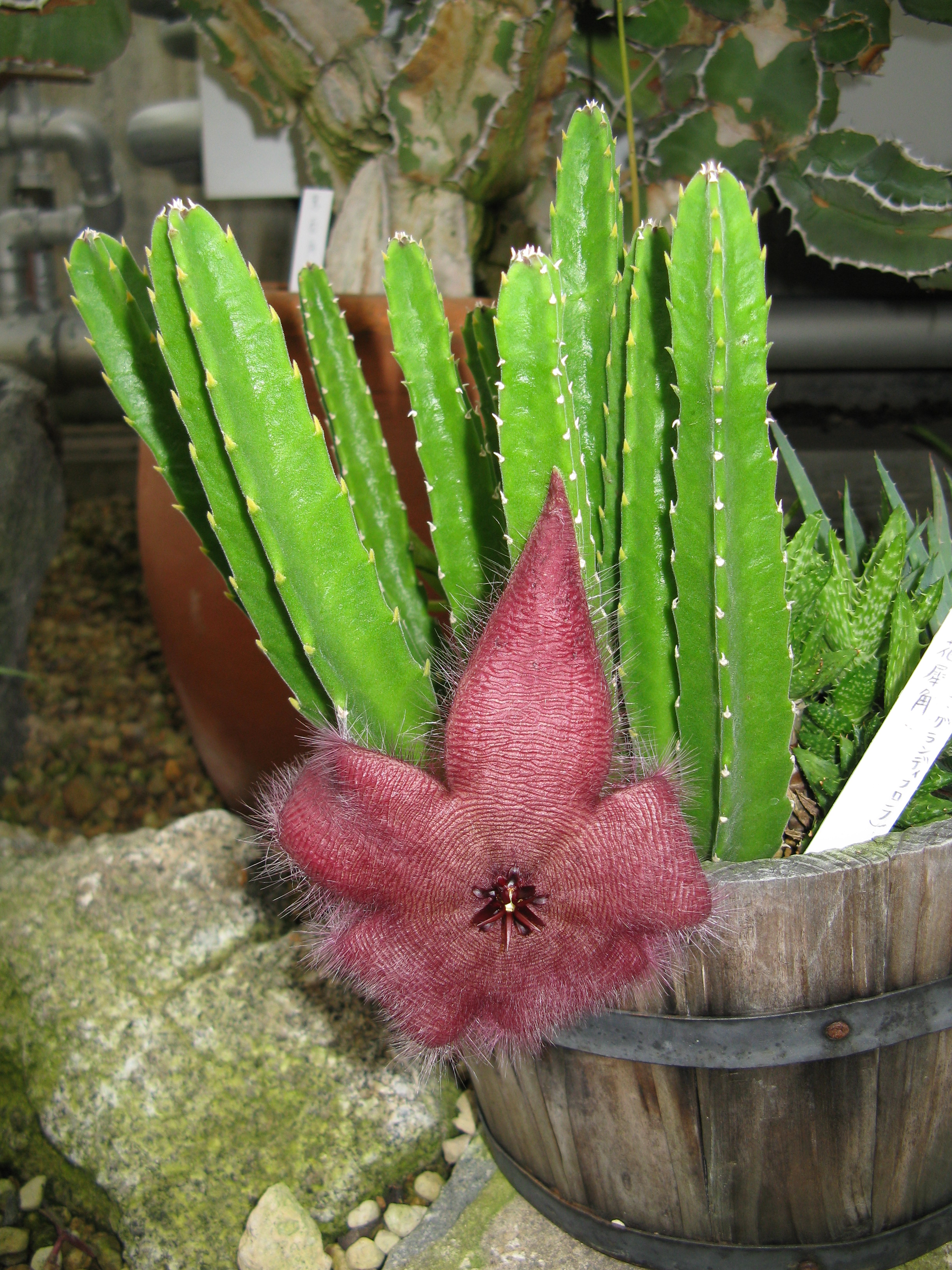
Kwiat Stapelia grandiflora

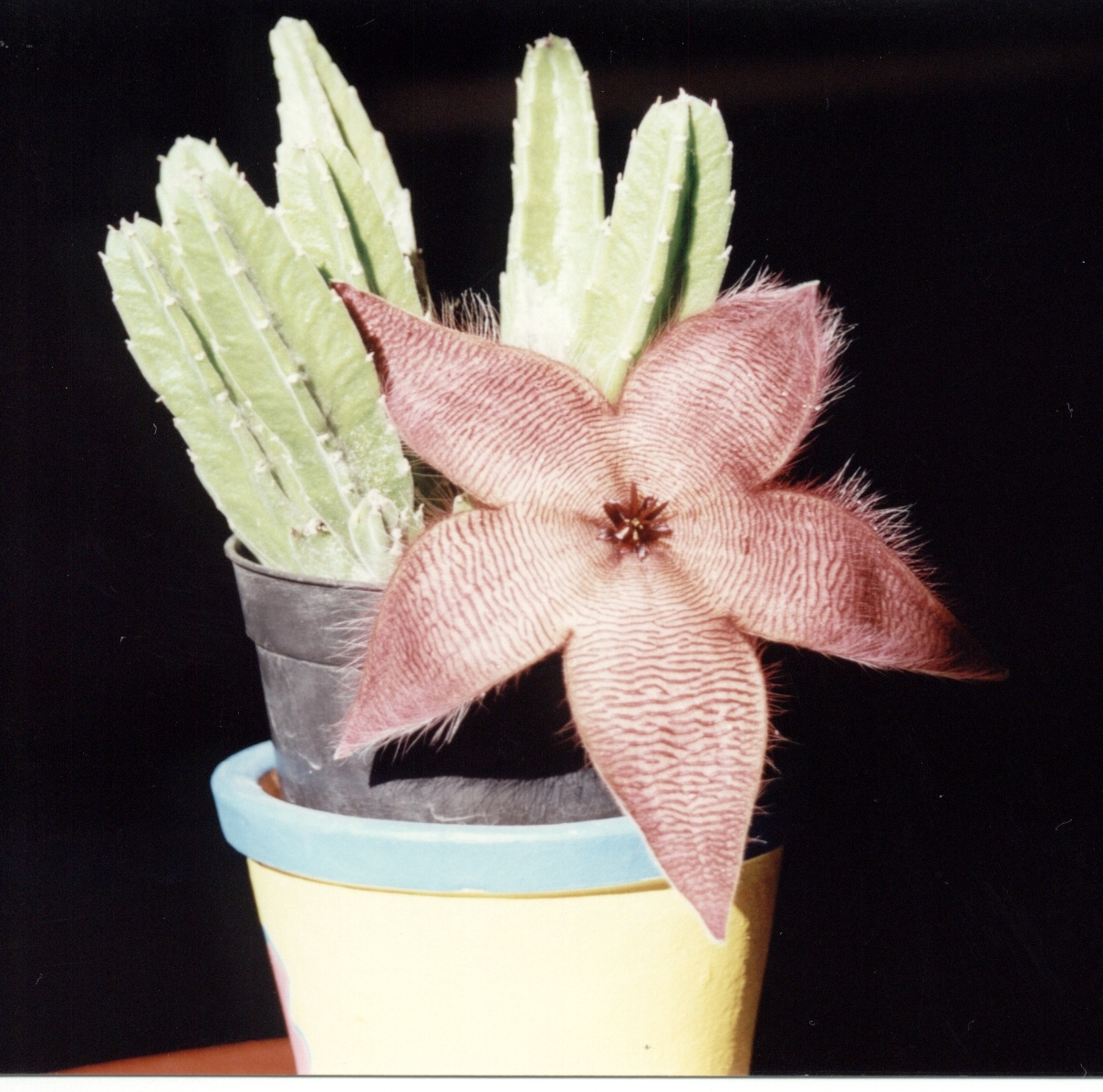
Kwiat Stapelia hirsuta

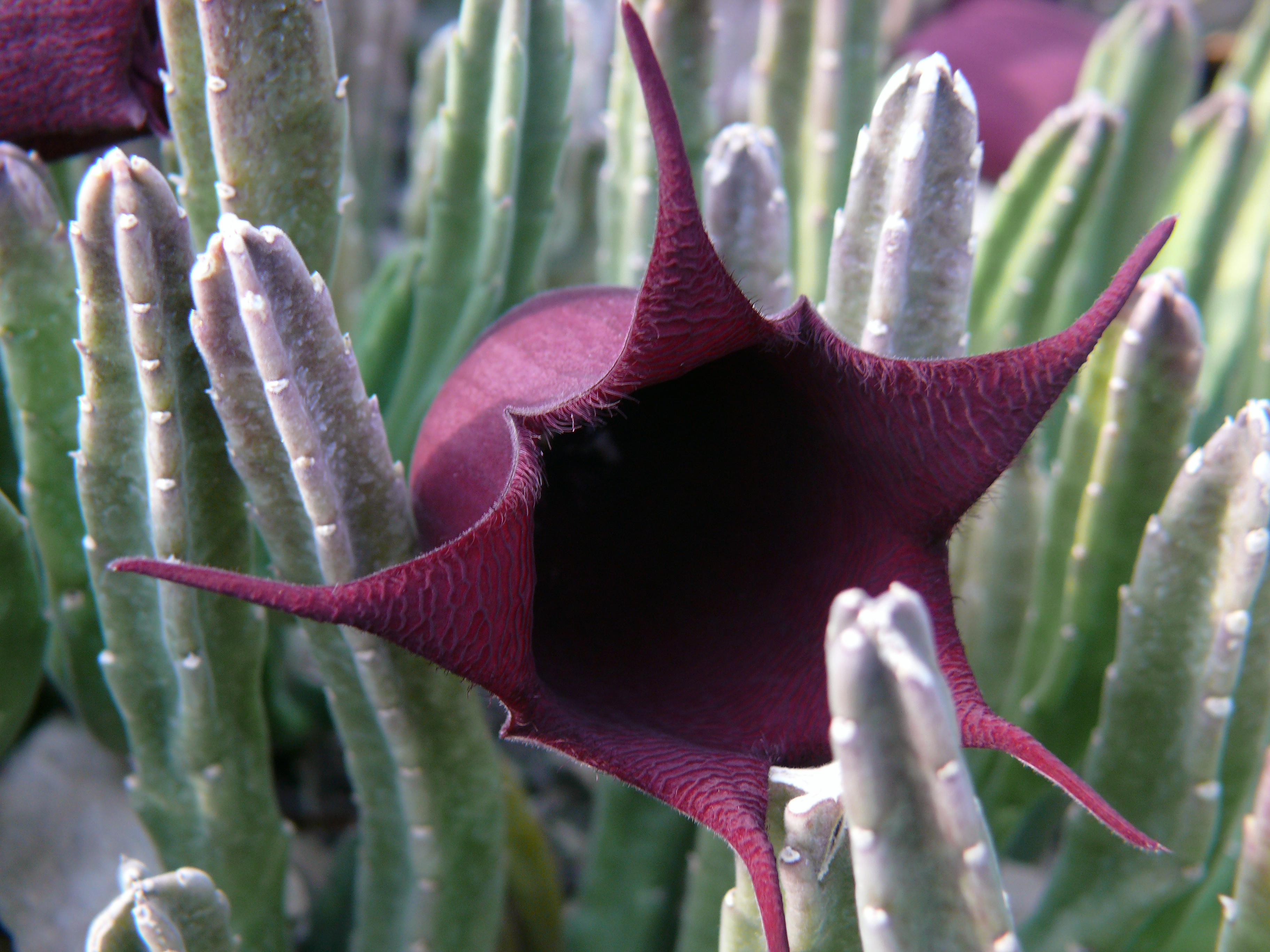
Kwiat Stapelia leendertziae

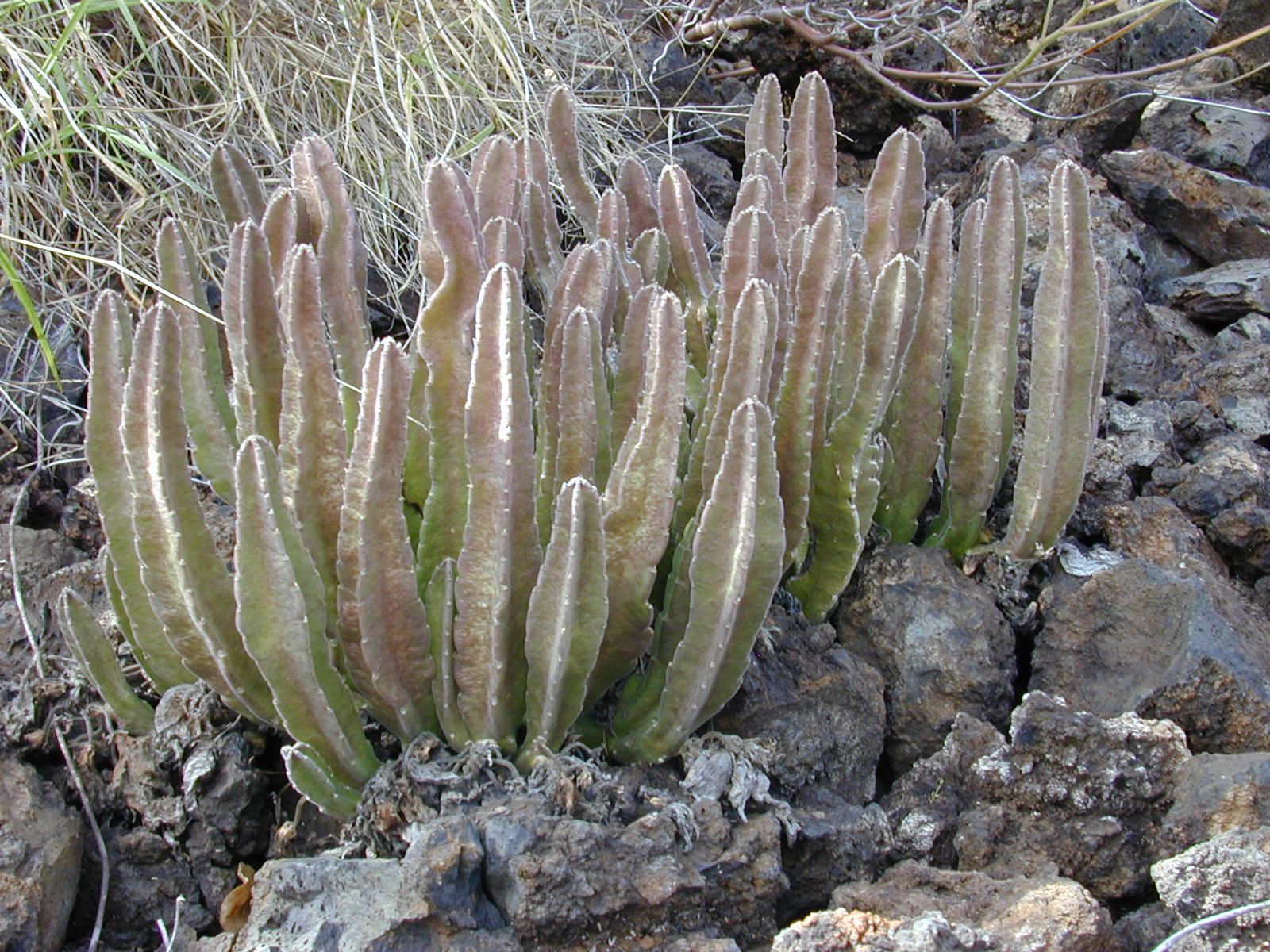
Łodygi stapelii olbrzymiej na stanowisku naturalnym

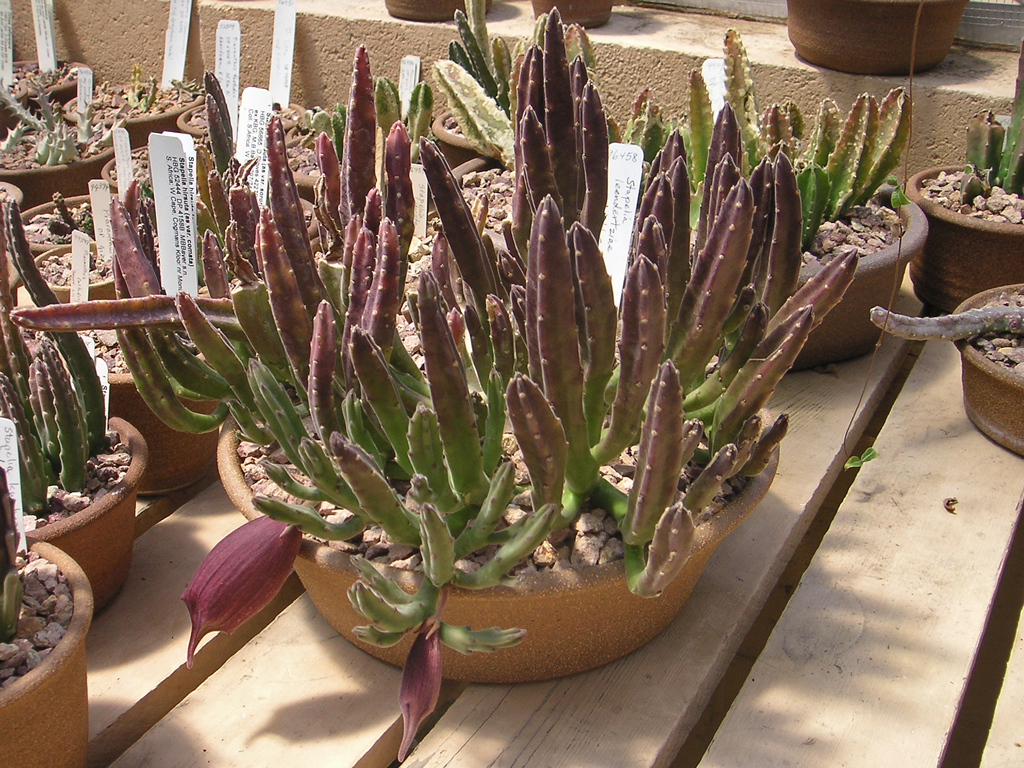
Stapelia leendertziae w uprawie

Stapelia (Stapelia L.) – rodzaj roślin należący do rodziny toinowatych, liczący około 39 gatunków pochodzących z południowej Afryki.

## Morfologia
PokrójRośliny o wysokości od 5 do 30 cm, wytwarzające liczne pędy i tworzące skupiny.
ŁodygaŁodygi gruboszowate, sztywne, stłoczone, wyprostowane lub płożące, znikomo omszone lub rzadziej gołe na całej długości, cztero- lub sześciokątne lub żebrowane, o przekątnej od 0,5 do 5 cm, zielone lub czerwonawe (w zależności od stopnia narażenia na działanie słońca), rzadziej szarawe; krawędzie karbowane lub ząbkowane na każdym węźle.
LiścieZredukowane, mięsiste, cierniopodobne liście, tworzone na węzłach, szybko opadające; rzadziej bezlistne.
KwiatyRoślina tworzy na młodych pędach, na krótkich szypułkach, od jednego do dziesięciu pięciokrotnych, talerzykowatych (gwiazdokształtnych) lub rzadziej dzwonkowatych, obupłciowych kwiatów, w odcieniach brązu, czerwieni, żółci lub fioletu, o średnicy od 0,6 do 40 cm. Działki kielicha są lancetowate lub szydłowate, małe. Dno kielicha płaskie lub wklęsłe. Korona zewnętrzna jest zwykle głęboko dzielna z dużymi, gwiaździście rozpostartymi płatkami, wewnątrz często poprzecznie prążkowanymi, liniowanymi, cętkowanymi lub marmurkowymi; zazwyczaj owłosionymi, szczególnie przy dnie. Korona wewnętrzna składa się z pięciu płatków zewnętrznych, położonych w dolnej części prętosłupia i pięciu płatków wewnętrznych, położonych w górnej jego części, między znamionami słupków. Znamię słupka ma formę szczeliny rozchylonej w dolnej części, spełniającej funkcję prowadnicy (zamka) dla pyłkowiny, która ma budowę przystosowaną do przenoszenia przez muchówki i posiada wydłużony element (klucz), który aby doszło do zapylenia, musi być wprowadzony do zamka. W niektórych przypadkach korona wewnętrzna otoczona jest nieznacznym pierścieniem (annulus).
OwoceWrzecionowate, słabo omszone mieszki, po dojrzeniu pękające podłużnie i wysypujące liczne nasiona z aparatami lotnymi.

## Biologia i ekologia
RozwójWieloletnie, wiecznie zielone sukulenty łodygowe o kwiatach przypominających gnijące zwierzęce ciało oraz wydzielających zapach padliny. W przypadku wytworzenia wielu kwiatów, otwarty jest zazwyczaj tylko jeden z nich. Kwiaty zapylane są przez muchówki. W procesie tym, aparat przenoszący z dwoma pyłkowinami zaczepia się o nogę owada. Po oderwaniu aparatu od rośliny muchówka przenosi się na inny kwiat, gdzie zaczepia kluczem pyłkowiny o dolną część zamka na znamieniu słupka i próbując się wyzwolić wprowadza klucz do zamka i odrywa go od aparatu przenoszącego. Łagiewki pyłkowe z uwolnionej pyłkowiny wrastają w zalążnie i zapładniają zalążki.
SiedliskoGłównie dobrze przepuszczalne gleby na obszarach suchych, zazwyczaj kamienistych, między skałami i pod krzewami.
Interakcje z innymi gatunkamiRośliny żywicielskie dla larw motyli z gatunku Danaus chrysippus.

## Systematyka
Uwagi taksonomiczneWiele gatunków zaliczanych do rodzaju stapelia w nowszych ujęciach taksonomicznych zostało wyodrębnionych do nowych rodzajów.
Pozycja rodzaju według Angiosperm Phylogeny Website (aktualizowany system APG III z 2009)Należy do podrodziny Asclepiadoideae Burnett, rodziny toinowatych Apocynaceae Jussieu, rzędu goryczkowców Gentianales Lindley w kladzie astrowych asterids, w kladzie dwuliściennych właściwych eudicots.
Pozycja rodzaju według Catalogue of Life2010 Annual Checklist (2010): Gromada okrytonasienne (Magnoliophyta), klasa Magnoliopsida, rząd goryczkowce Gentianales, rodzina trojeściowate Asclepiadaceae.
Pozycja rodzaju w systemie Reveala z roku 2007 (2010)Gromada okrytonasienne (Magnoliophyta Cronquist), podgromada Magnoliophytina Frohne & U. Jensen ex Reveal, klasa Magnoliopsida Brongn., podklasa jasnotowe (Lamiidae Takht. ex Reveal), nadrząd Lamianae Takht., rząd marzanowce (Rubiales Juss. ex Bercht. & J. Presl), rodzina toinowate (Apocynaceae Juss.).
Pozycja rodzaju według Systema Naturae (2000)Należy do plemienia Ceropegieae, podrodziny Asclepiadoideae, rodziny toinowatych Apocynaceae Jussieu, rzędu goryczkowców Gentianales Lindley, w kladzie lamiids, podklasie astrowych Asteridae Takht., w kladzie dwuliściennych właściwych eudicots w klasie Magnoliopsida Brong.
Pozycja rodzaju w systemie Takhtajana (1997)Gromada okrytonasienne (Magnoliophyta Cronquist), klasa dwuliścienne (Magnoliopsida Brong.), podklasa jasnotowe (Lamiidae Takhtajan ex Reveal), nadrząd goryczkopodobne (Gentiananae Thorne ex Reveal), rząd toinowce (Apocynales Bromhead), rodzina toinowate (Apocynaceae Juss.), podrodzina Asclepiadoideae, plemię Ceropegieae.
Pozycja rodzaju według Crescent Bloom (system Reveala z lat 1993–1999)Gromada okrytonasienne (Magnoliophyta Cronquist), podgromada Magnoliophytina (Frohne & U. Jensen ex Reveal), klasa Rosopsida Batsch, podklasa jasnotowe (Lamiidae Takht. ex Reveal), nadrząd goryczkopodobne (Gentiananae Thorne ex Reveal), rząd toinowce (Apocynales Bromhead), rodzina toinowate (Apocynaceae Juss.), podrodzina Stapelioideae Burnett, plemię Stapelieae Decne., podplemię Stapeliinae G.Don.
Pozycja rodzaju w systemie Cronquista (1981)Gromada okrytonasienne, klasa dwuliścienne, podklasa astrowe, rząd goryczkowce, rodzina trojeściowate.
Gatunki
| - Stapelia acuminata - Stapelia arnotii - Stapelia asterias - Stapelia barklyi - Stapelia bayfieldii - Stapelia bella - Stapelia divaricata - Stapelia divergens - Stapelia engleriana - Stapelia erectiflora - Stapelia flavopurpurea - Stapelia fuscopurpurea - Stapelia gariepensis - Stapelia gettleffii - Stapelia gettliffei - Stapelia gigantea – stapelia olbrzymia - Stapelia glabricaulis - Stapelia glabriflora - Stapelia glanduliflora - Stapelia grandiflora | - Stapelia hanburyana - Stapelia hirsuta - Stapelia incomparabilis - Stapelia kougabergensis - Stapelia kwebensis - Stapelia leendertziae - Stapelia longipedicellata - Stapelia macowanii - Stapelia maculosa - Stapelia miscella - Stapelia olivacea - Stapelia pearsonii - Stapelia peglerae - Stapelia pillansii - Stapelia praetermissa - Stapelia rufa - Stapelia similis - Stapelia tsomoensis - Stapelia vetula |

## Nazewnictwo
Toponimia nazwy naukowejNazwa łacińska Stapelia została nadana na cześć Johannesa van Stapel, lekarza i botanika żyjącego w XVII wieku.
Nazwy zwyczajoweW Polsce spotyka się również nazwy zwyczajowe gwiazda szeryfa, zamszyca i brudnota.

## Zagrożenia i ochrona
Od 2004 roku Stapelia pearsonii, endemiczny gatunek Namibii, znajduje się w Czerwonej księdze gatunków zagrożonych. Gatunek ten objęty jest kategorią LC (mniejszej troski). Poważne zagrożenia są nieznane, jednakże potencjalnym zagrożeniem jest zbieranie okazów tego gatunku. Dynamika populacji oceniana jest jako stabilna. Znanych jest około 5 subpopulacji tego gatunku.

## Zastosowanie
Rośliny leczniczeRośliny z rodzaju stapelia były używane w medycynie z uwagi na swoje działanie antyzapalne i antyreumatyczne. Łodygi roślin z gatunku S. gigantea zawierają hordeninę, N-metylo-tyraminę, cholinę i kandycynę, a roślin z gatunku S. hirsuta apigeninę, luteolinę i glikozyd sitosterolowy oraz pochodne fenyloetyloaminy
Rośliny ozdobneRośliny bardzo często uprawiane jako rośliny doniczkowe lub – w krajach o właściwym klimacie – ogrodowe (skalniaki). Są również uprawiane w działach tropikalnych ogrodów botanicznych. W Polsce bogatą kolekcją stapelii (18 taksonów) dysponuje Ogród Botaniczny w Lublinie.

## Uprawa
WymaganiaRośliny trudne w uprawie. Wymagają podłoża przepuszczalnego, mieszanki mineralnej (piasku i żwiru) wzbogaconej kompostem lub wyłącznie mineralnej. Stanowisko wolne od bezpośredniego nasłonecznienia przez cały dzień, najlepiej półcieniste. Zbytnie nasłonecznienie hamuje wzrost roślin. Podlewanie umiarkowane, w zimę ograniczone do minimum. Podłoże nie powinno nigdy całkowicie wyschnąć. Rośliny gniją z nadmiaru wody oraz z jej niedomiaru, ponieważ zaschnięte korzenie gniją po kolejnym podlaniu. Latem rośliny powinny mieć zapewnioną temperaturę od 15° do 25 °C, a zimą od 10° do 15 °C.
RozmnażanieBardzo proste, wegetatywne (przez ukorzenianie końcówek pędów) lub generatywne. Do kiełkowania nasiona potrzebują wysokiej temperatury i stosunkowo dużej wilgotności podłoża. Przy rozmnażaniu generatywnym często otrzymuje się mieszańce.
ChorobyKorzenie i pędy niezwykle łatwo ulegają gniciu. Są również podatne na wełnowce, mszyce korzeniowe i roztocze, które doprowadzają do więdnięcia pędów i zamierania korzeni.